# Savalou-agbado
Savalou-agbado est l'un des quatorze arrondissements de la commune de Savalou dans le département des Collines au centre du Bénin.

## Géographie
L'arrondissement de Savalou-agbado est situé au centre du Bénin et compte 5 villages. Il s'agit de : 
- Ahossedo
- Gbaffo Dogoudo
- Gbaffo Houegbo
- Zongo
- Zounzonkanme.

## Démographie
Selon le recensement de la population de 2013 conduit par l'Institut national de la statistique et de l'analyse économique (INSAE), Savalou-agbado compte 13421 habitants  .